# 塩化カルシウム
塩化カルシウム（えんかカルシウム、塩カル、calcium chloride）は、化学式 CaCl2 で示されるカルシウムの塩化物。CAS登録番号は10043-52-4。式量は110.98。二水和物、四水和物、六水和物として存在するが、薬品として、二水和物CaCl2・2H2O（式量 147.01）がよく使用される。

## 合成
工業的に炭酸ナトリウムを生成する「ソルベー法」の副産物として得られる。
{\displaystyle {\ce {2NaCl + CaCO3 -> CaCl2 + Na2CO3}}}
また、塩酸と水酸化カルシウムが中和反応を起こして塩を形成することでも得られる。
{\displaystyle {\ce {2HCl + Ca(OH)2 -> CaCl2 + 2H2O}}}

## 反応
塩化カルシウムはリン酸水素カリウムと反応して、リン酸水素カルシウムの沈殿が生じる。
{\displaystyle {\ce {CaCl2 + K2HPO4 -> CaHPO4 + 2KCl}}}
また、塩化カルシウムは中性の乾燥剤であるが、アンモニアとは反応してしまうので使用できない。
{\displaystyle {\ce {CaCl2 + 8NH3 -> CaCl2.8NH3}}}

## 用途
除湿剤、融雪剤、豆腐用凝固剤、食品添加物に使用される。水に溶けやすく (82.8 g/100 g)、水溶液の凝固点が低くなる（凝固点降下）。この性質を利用して、スケートリンクの冷媒として飽和水溶液を用いる。
日本国内では、晩秋になると、積雪に備え道路の各所（主に橋梁、急勾配、急カーブ）に塩化カルシウムを入れた容器が配備される。積雪や凍結で路面が危険な状態にならないよう、通行者が自主的に撒布することができるようになっている。その際の適正な使用量は、道路の状況にもよるが1平方メートルあたり約30g（一握り）〜100g程度で、撒きすぎないように注意しなければならない。
また、道路やグラウンドなどで土ぼこりの発生防止用としても使われる。この場合は、1平方メートルあたり500〜1500g程度を用いる。水に溶けるときは発熱する。

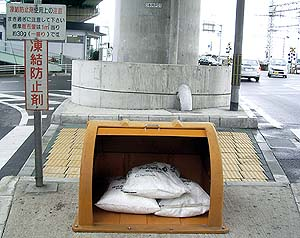
道路に設けられた塩化カルシウムの貯蔵容器

## 塩化カルシウムによる害
塩化カルシウムは海水など自然環境の中に広く存在する毒性の少ない物質として知られている。しかし、家庭用の除湿剤を使えばタンクの中に高濃度の塩化カルシウム水溶液が溜まるようになっている他、前述の融雪剤として断続的に塩化カルシウムを使うことによる害について知っておく必要がある。
吸湿剤のタンクに溜まった液が皮革製品に接した場合、表面が侵される。吸湿剤は皮革製品を含む衣類を収納している場所に設置するのが常なので、吸湿剤を交換する等、衣類の出し入れの際にタンクを倒さないように配慮する必要がある。同時に、子供が誤飲することのないように設置場所を工夫したり、事前に注意しておくことも大切である。
もし固形のまま、あるいは高濃度の溶液を誤飲した場合は、脱水症状を起こすので大量に水分を飲ませたうえで医師に診せ、同じく目や鼻など粘膜に入った場合は、浸透圧で粘膜が浸蝕・潰瘍を起こすので直ちに大量の水で洗ったあと医師に診せる。同様に、皮膚に固形のままあるいは高濃度の溶液が付着した場合は、炎症を起こすので直ちに低濃度になるように水で洗い流し、症状が残るようならば医師に診せる。
融雪剤として撒布された塩化カルシウムは、周辺の植生にとって有害である。都市内の道路のように、周辺に植生のない場所なら問題ないが、山間部では必然的に塩化カルシウムの撒布が多頻度で行われるため、土壌における塩化物イオンの量が過剰となり、植生が衰退傾向を見せることもある。
塩化物イオンは、鉄筋コンクリートに対しても悪影響がある。これらの弊害については塩害の記事を参照。
また、道路の融雪・凍結防止目的で撒布された塩化カルシウムは水溶液となり、その上を車両が通行する際にしぶきとなり、自動車の車体や車輪に付着して、早期腐食や早期劣化の原因となる。塩化カルシウムが撒布された(とおぼしき)道路を通行した場合は、速やかに洗車すべきである。頻繁に通行する場合は、あらかじめマリン用品として出回っている塩害防止スプレーを塗布しておく予防策が有効である。
さらに、素手で塩化カルシウムを撒くのは、皮膚炎の原因になる。特に雪で皮膚が濡れている場合は注意が必要である。水分を遮断できる、ゴム製手袋を着けて散布作業すること。

## 天然での産出
天然での塩化カルシウムは、一般に低温の乾燥環境において産出し、非常に珍しい。鉱物としては2水和物のシンジャル石 (Sinjarite) と6水和物の南極石 (Antarcticite) の2種類が知られている。南極石は室温では融解する。

## 塩化カルシウム(I)
塩化カルシウムは化学式CaCl2で表される塩化カルシウム(II)の他に、化学式CaClで表される塩化カルシウム(I)が存在する。塩化カルシウム(I)は不安定な二原子分子であり、その結合は本質的に強いイオン性である。塩化カルシウム(I)の固体構造は1953年に報告されたが、後に行われた追試験は失敗している。